# Talkeetna (Alaska)
Talkeetna es un lugar designado por el censo ubicado en el borough de Matanuska-Susitna en el estado estadounidense de Alaska. En el Censo de 2010 tenía una población de 876 habitantes y una densidad poblacional de 11,36 personas por km².El lugar se populariza porque tuvo un gato que ganó el puesto como alcalde

## Geografía
Según la Oficina del Censo de los Estados Unidos, tiene una superficie total de 77,14 km², de la cual 69.39 km² corresponden a tierra firme y (10,05%) 7,75 km² es agua.

## Demografía
Según el censo de 2010, había 876 personas residiendo en Talkeetna. La densidad de población era de 11,36 hab./km². De los 876 habitantes, Talkeetna estaba compuesto por el 91,44% blancos, el 0,34% eran afroamericanos, el 3,65% eran amerindios, el 0.46% eran asiáticos, el 0,46% eran isleños del Pacífico, el 0,23% eran de otras razas y el 3,42% pertenecían a dos o más razas. Del total de la población el 1,83% eran hispanos o latinos de cualquier raza.